# Ronny Gómez
Ronny Martin Gómez Villafuerte (ur. 7 maja 1966 w San José) – kostarykański judoka. Olimpijczyk z Atlanty 1996, gdzie zajął 31. miejsce w wadze półciężkiej.
Brązowy medalista igrzysk Ameryki Środkowej i Karaibów w 1993 roku.

## Letnie Igrzyska Olimpijskie 1996
| Konkurencja | I runda                    | Klas. końcowa |
| Konkurencja | Przeciwnik                 | Miejsce       |
| ----------- | -------------------------- | ------------- |
| 95 kg       | Chajrullo Nazrijew (TJK) P | 31.           |